# Surangel and Sons Company
Surangel and Sons Company là một câu lạc bộ bóng đá Palau thi đấu lần đầu tiên ở Giải bóng đá vô địch quốc gia Palau, giải bóng đá cấp độ cao nhất ở Palau vào năm 2006, và giành chức vô địch. Ở mùa giải tiếp theo, đội bóng về đích thứ hai khi thua 2-1 trước Team Bangladesh trong trận chung kết, sau khi đứng đầu ở vòng bảng. Do ghi nhận rời rạc, không rõ có bao nhiêu mùa giải đội bóng đã tham gia.